# قراجة (الشرقية)
قرية قراجة هي إحدى القرى التابعة لمركز كفر صقر في محافظة الشرقية في جمهورية مصر العربية. حسب إحصاءات سنة 2006، بلغ إجمالي السكان في قراجة 8179 نسمة، منهم 4256 رجل و3923 امرأة.
تعاني القرية من نقص في الخدمات وارتفاع منسوب المياه الجوفية بالأراضي الزراعية.